# В упор (фильм, 1986)
«В упор» (англ. At Close Range) — американская криминальная драма 1986 года в стиле нео-нуар режиссера Джеймса Фоули, основанная на реальной жизни криминальной семьи из Пенсильвании, возглавляемой Брюсом Джонстоном-старшим, которая действовала в 1960-х и 1970-х годах.

## Сюжет
Брэд Уайтвуд-старший ― профессиональный преступник и главарь семейной банды сельских преступников. Криминальные предприятия старшего пересекаются, когда его сын, Брэд Уайтвуд-младший, безработный подросток, живущий в почти нищете со своей матерью, бабушкой, братом и новым мужем матери, приезжает к нему погостить. Когда его отец появляется в роскошной машине с карманом, полным стодолларовых купюр, Брэд-младший изъявляет желание присоединиться к преступной жизни своего отца. Сначала младший создает банду со своим братом Томми, переправляя украденные товары через преступную сеть Брэда-старшего. В результате связей со своей 16-летней девушкой Терри Брэд-младший стремится полностью войти в банду своего отца, но, став свидетелем убийства, он пытается отказаться. В конце концов банду Брэда-младшего арестовывают при попытке украсть тракторы, и ФБР и местные правоохранительные органы пытаются надавить на Брэда-младшего, чтобы заставить его дать показания против банды своего отца.
Во время пребывания Брэда-младшего в тюрьме Брэд-старший убеждается, что Терри представляет опасность для его деятельности, думая, что Брэд-младший может рассказать Терри подробности, а та все разболтает. В попытке разрушить ее отношения с Брэдом-младшим, Брэд-старший насилует Терри после того, как напоил ее. После посещения тюрьмы, где Терри в сопровождении матери Брэда-младшего беседует с Брэдом-младшим, кажется, что Брэд-младший начинает сотрудничать с полицией. Члены банды Брэда-младшего вызваны в суд, а Брэд-старший считает, что его единственный выход — устранить их. Банда убивает Лукаса, Агги и Томми. Брэд-младший и Терри планируют бежать в Монтану, но попадают в засаду. Терри убитa, а Брэд-младший серьезно ранен. Брэд-младший противостоит своему отцу, вооруженному пистолетом, намереваясь убить его, но вместо этого решает сотрудничать с полицией.
В конечном счете Брэд-младший сидит на свидетельской трибуне в суде над своим отцом.

## В ролях
- Шон Пенн ― Бред-младший
- Кристофер Уокен ― Бред-старший
- Мэри Стюарт Мастерсон — Терри
- Крис Пенн ― Томми
- Милли Перкинс ― Джули
- Айлин Райан ― бабушка
- Трейси Уолтер ― дядя Патч
- Дэвид Стрэтэйрн ― Тони

## Сборы
Несмотря на похвалы и теплые отзывы, фильм не имел кассового успеха. Он собрал в общей сложности 2 347 000 долларов в прокате Северной Америки во время своего театрального показа в 83 кинотеатрах, заработав меньше, чем его бюджет в 6,5 миллиона долларов.

## Критика
Роджер Эберт оценил фильм в 3½ звезды из 4, отметив, что «немногие современные фильмы отразили такую мрачную картину человеческой природы». Он описал Пенна как лучшего из молодых актеров, одновременно похвалив игру Уокена.
На Rotten Tomatoes фильм имеет рейтинг одобрения 86%, основанный на 22 отзывах, со средним баллом 7 из 10. Он имеет оценку 67 из 100 на Metacritic из 9 оценок, что указывает на в целом благоприятные отзывы.

## Награды
- Номинация на премию Золотой медведь
- Премия от организации Американское общество композиторов, авторов и издателей
- Премия от BMI Film & TV Awards
- Номинация на премию от Американского общества специалистов по кастингу